# Lamborghini Countach

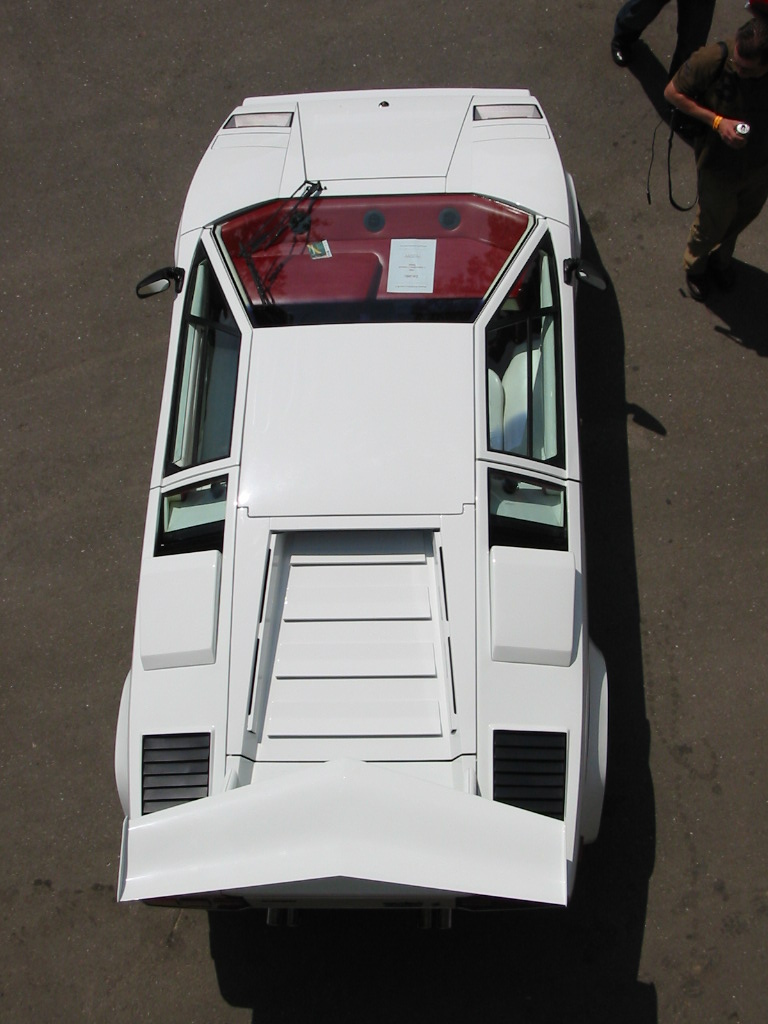
Lamborghini Countach, vista de cima

O Lamborghini Countach foi um automóvel superesportivo produzido pela Lamborghini, na Itália. O primeiro protótipo surgiu em 1971, e a produção durou até 1990. O Countach não foi o primeiro carro de linhas angulosas e formato de cunha, mas certamente foi um dos modelos que ajudou a popularizar o conceito, presente em muitos outros supercarros desde então. Ele também popularizou a ideia de se "empurrar" o habitáculo dos passageiros para frente, a fim de acomodar um motor maior.
Uma tradição da Lamborghini consiste em batizar os modelos da marca com o nome de touros consagrados, mas o Countach foge à essa regra. O nome vem da língua piemontesa, e é uma expressão usada para demonstrar a surpresa ao se ver algo bonito, normalmente referindo-se à mulheres. O Countach foi o último carro da marca feito enquanto a mesma ainda era propriedade de Ferruccio Lamborghini.
O Countach foi o modelo de Safety Car da Fórmula 1 que serviu de suporte para o GP de Mônaco nas temporadas de 80 a 83. Neste tempo, ele teve seu uso restrito a voltas de inspeção, jamais tendo aparecido ao longo de uma etapa.
Em 2004 o carro foi listado como o número três na lista Top Sports Cars of the 1970s da revista Sports Car International, e décimo na lista Top Sports Cars of the 1980s.

## Estilo e desenho
O Countach foi projetado por Marcello Gandini, do estúdio Bertone, o mesmo estúdio que desenhou o Lamborghini Miura. A carroceria do Countach era larga e baixa, mas não muito longa. O desenho era caracterizado pelo perfil angular da carroceria e pelas linhas retas que se acentuavam angulosamente, e as formas que predominvam na carroceria eram trapezoidais. As portas tesoura abriam-se para cima e para frente, para auxiliar nas manobras com o carro, já que a área envidraçada na traseira era quase nula. Essas portas continuaram sendo usadas em modelos posteriores. O desenho era bastante futurista e até hoje não é visto da mesma forma como os demais esportivos daquela época, sendo considerado um dos mais belos carros e um ícone dos anos 80.

## Motor
As rodas traseiras eram tracionadas pelo tradicional motor Lamborghini V12 montado na longitudinal e centralmente. Para a distribuição melhor do peso, o motor é realmente invertido, onde o eixo de saída está na parte dianteira, e a caixa de engrenagens é posicionada a frente do motor, e o eixo cardã trasmite a potência para o diferencial traseiro. Embora tenha sido projetado originalmente como um motor de 5 litros (5.000cc), os primeiros carros da produção usavam o motor de 4 litros do Lamborghini Miura. Avanços posteriores aumentaram o deslocamento para 5 litros e 5.2 litros no modelo "Quattrovalvole" com quatro válvulas por cilindro.
Os Lamborghini Countach eram equipados com seis carburadores Weber até a chegada do modelo 5000QV, numa versão para o mercado norte-americano, que usava a central Bosch K-Jetronic de injeção do combustível. O modelo europeu, entretanto, continuou usando os carburadores até a chegada do Lamborghini Diablo, que substituiu o Countach.

## Modelos

### Countach 25º Aniversário

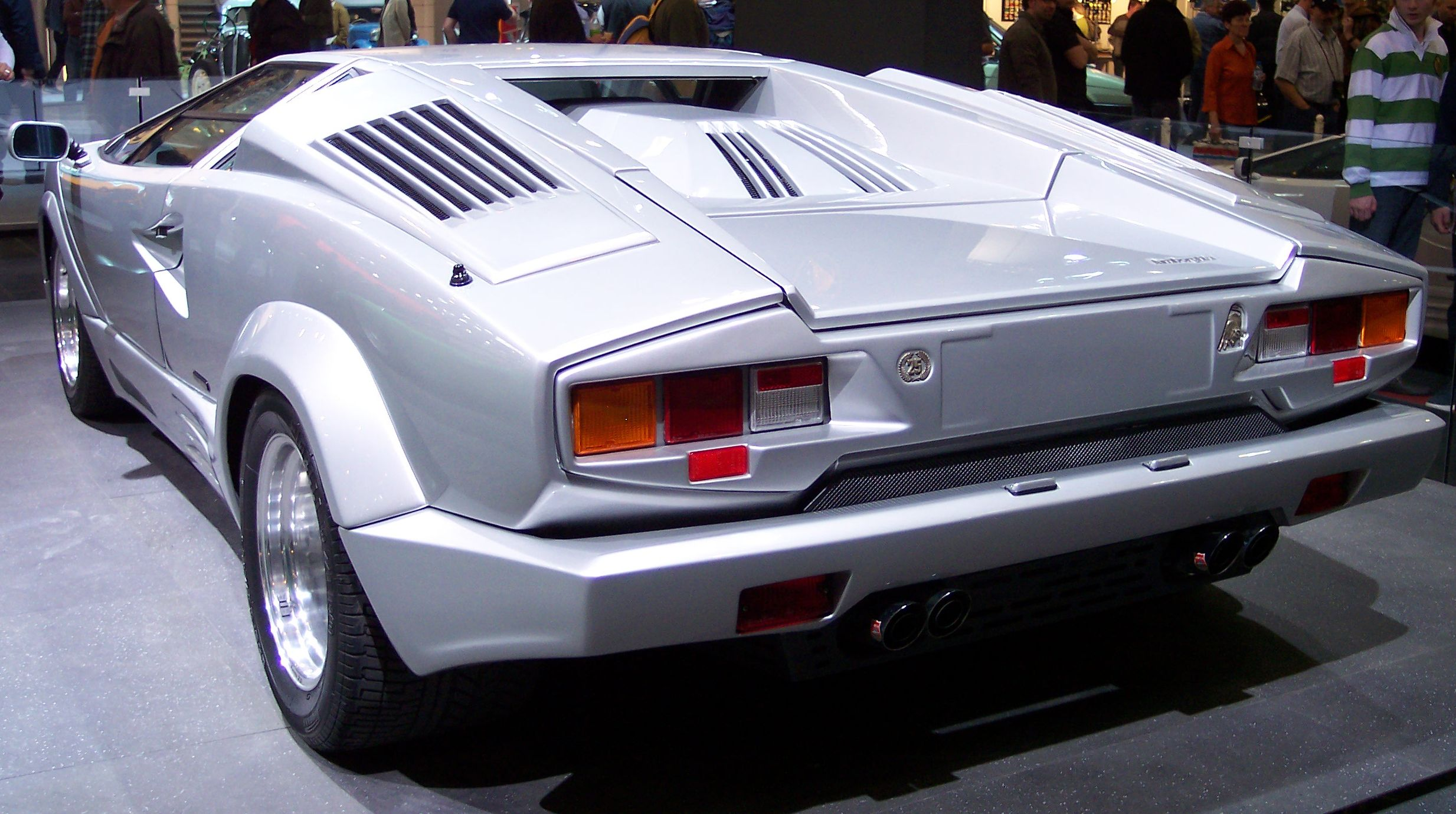
Lamborghini Countach 25th Anniversary

Nomeado para homenagear aniversário da empresa 25, em 1988, o Countach 25th Anniversary era mecanicamente muito semelhante ao 5000QV mas ostentava um estilo mudou muito. As traseiras "caixas de ar" foram reestilizadas e ampliadas, enquanto as aberturas atrás delas foram alteradas para que eles correram de frente para trás, em vez de lado a lado. Além disso, uma entrada de ar novo e contornando lado, ambos com entrada de ar, foram ajustados, e as luzes traseiras foram restyled a ser mais estreita, com o corpo de cor painéis substituindo as partes superior e inferior das luzes traseiras anteriores grandes. As mudanças de estilo eram impopulares com muitos, particularmente desde a ingestão teve tábuas em que eles apareceram para imitar os da Ferrari Testarossa, mas eles melhoraram de arrefecimento do motor, um problema o Countach sempre tinha lutado com. Ele também contou com 345/35R15 pneus; os pneus mais largos disponíveis em um carro de produção no momento. O aniversário foi produzido até 1990, quando foi substituído pelo Lamborghini Diablo.

### Protótipo LP5000
Um único protótipo foi construído, o LP5000 (o número 5000 refere-se ao deslocamento do motor que que se pretendia usar mais preciso "4971 cc"). Com a pintura amarelo girassol, inicialmente era um carro-conceito que foi exibido no Salão de Genebra em 1971. Os pequenos dutos de entrada de ar nos para-lamas traseiros do carro provaram ser insuficientes para refrigerar o carro, e largas tomadas de ar foram adicionadas nessa posição. O carro experimental foi construído também de lâminas de alumínio entre outras coisas, e não foi industrializado.
O carro não foi durou: foi sacrificado em um crash test para ganhar a aprovação européia, mesmo que seu método da construção fosse muito diferente de veículos de produção à época.
O carro alcançava a velocidade máxima de 300 km/h e tem um motor de 440 hp e o torque máximo de 498 nm e 5000 rpm com o peso de 1130 kg.

### LP400
O primeiro modelo comercial do Countach foi o LP 400, com motor de 4.0 litros (3929 cc). O carro nº 1 foi vendido a um australiano.

### LP400S

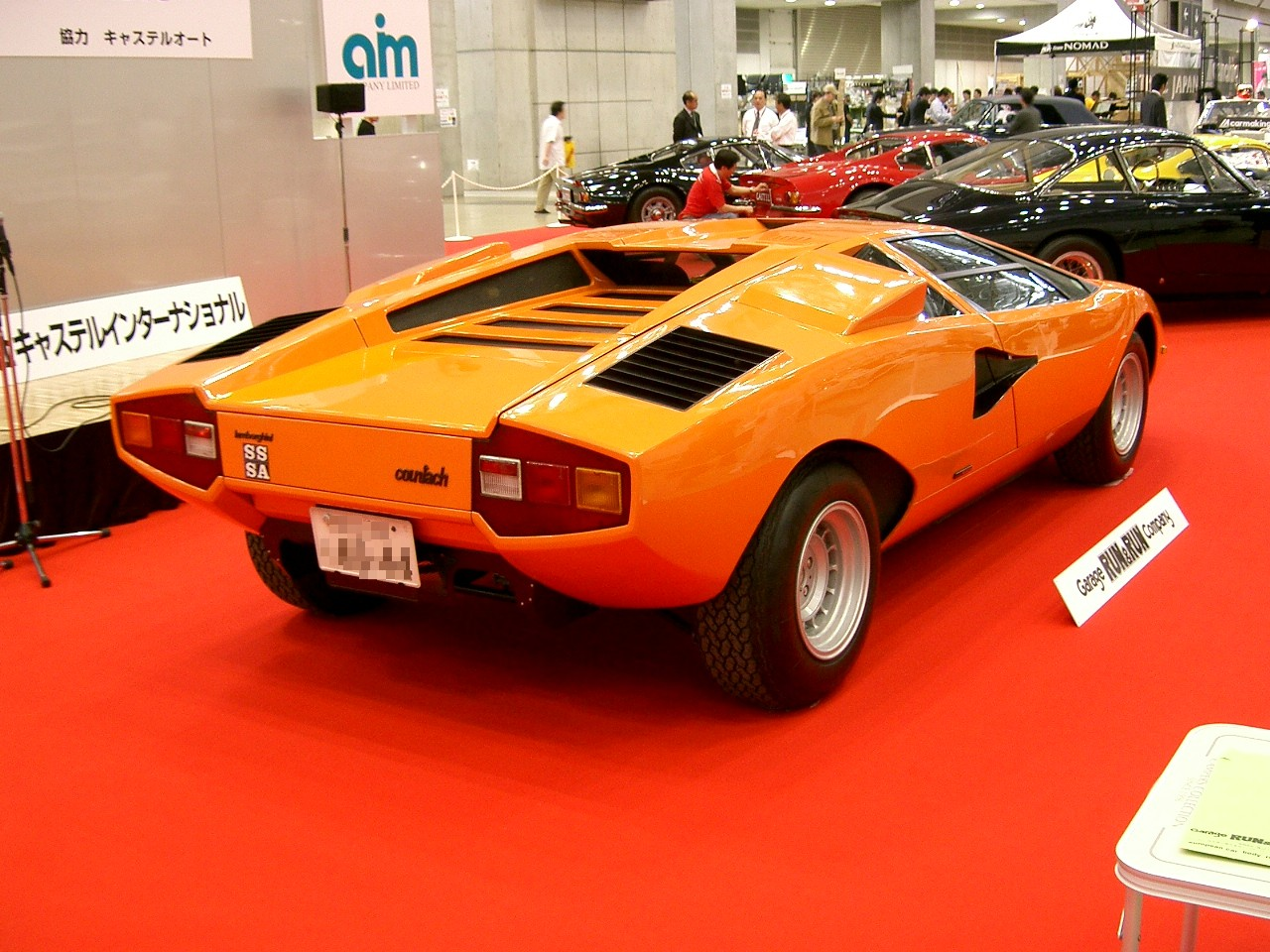
Countach LP400

Depois de dois anos e 157 carros, Lamborghini Countach actualiza o seu seminal para dentro e para fora. O novo modelo estreou no Salão Automóvel de Genebra 1978 e foi produzido por quatro anos para um total de cerca de 240 carros. A mudança mais drástica foi a introdução de pneus Pirelli P7, os pneus mais largos disponíveis no mercado no momento. Isso tornou necessário adicionar chamas de defesa enormes e um pára-choque dianteiro combinando com um spoiler dianteiro mais agressivo.
Sob a pele, muito da suspensão foi substituído para as rodas maiores. Lamborghini substituiu o layout wishbone de idade com um sistema paralelo ligado para acomodar novos ATE Freios a disco e lança rodas de magnésio de Campagnolo.
Durante esta transição, o carro perdeu o telhado Periscopa e muitos consideram atualmente que perdeu muito do charme do desenho original. LP400S Muitos foram enviados de volta para a fábrica para ser reequipada com jantes menores, velhos freios Girling eo olhar limpo do primeiro projeto.
Quer ou não as rodas grandes contribuíram para o Countach é motivo de debate. O maior piso pouco fez para ajudar a dirigibilidade do carro, deixando o LP400 padrão para ser um carro muito mais ágil. Muitas pessoas simplesmente preferem o Countach originalmente concebido por Marcello Gandini da Bertone.
Joe Sackey do lamborghiniregistry.com identificou três séries distintas de produção LP400S. Ele diz que os primeiros 50 ou mais carros retido algumas características do original LP400, tais como "o volante original LP400. Pequenos calibres Stewart Warner, carburadores 45mm e uma suspensão rebaixada". A próxima série veio em algum momento de 1979, e perdeu todos os LP400 bits e um rodas de magnésio ligeiramente redesenhados. A série final tinha um espaço interior mais alto e levantado configurações de suspensão.
Este carro tem um motor de 3.9 litros 3932 cilindradas num V12, velocidade máxima 292 km/h e de 0 a 100 km/h 5,9 segundos, com 353 hp e o torque máximo de 363 nm e 5500 rpm.

### 5000QV
Em 1985 o motor foi novamente melhorado, suavizado e levado a 5.2 litros, recebendo 4 válvulas por cilindro ('quattrovalvole" em italiano). Os carburadores foram então deslocados do lado para o topo do motor para melhorar a aspiração de ar - infortunadamente isto criou uma saliência no compartimento do motor que reduziu a já pouca visibilidade traseira, para quase nada. Algumas peças da carroceria foram substituídas por Kevlar. Em versões posteriores, os carburadores foram substituídos por injeção de combustível. Pela primeira vez, um modelo atendendo as especificações USA. foi produzido, com mudanças do design de modo a permitir aos parachoques atender às determinações federais USA (grandes e volumosos, o que para muita gente arruinou as linhas elegantes do veículo). Ainda que esta fosse a alteração mais visível exteriormente, a mudança mais proeminente sob o capô foi o uso do sistema K-Jetronic da Bosch, que, utilizando injeção de combustível veio substituir os seis carburadores Weber usados no modelo europeu.
No mesmo ano, o motor foi melhorado outra vez, furado e afagado a 5.2  litros e dado quatro válvulas por o cilindro (do quattrovalvole do no italiano). Carburador o s foi movido dos lados para o alto do motor para respirar melhor - infelizmente este criou um hump na plataforma do motor, reduzindo a visibilidade traseira já pobre a quase nada. Alguns painéis do corpo foram substituídos também por Kevlar. Em umas versões mais atrasadas do motor, os carburadores foram substituídos com o fuel-injection.
Para a primeira vez, um modelo da especificação dos E.U. foi produzido pela fábrica, com denominar mudanças para permitir que os amortecedores encontrem-se com os amortecedores federais dos padrões dos E.U. (grandes, volumosos foram usados que, a muitos povos, arruinaram as linhas lisas do carro). Embora esta mudança fosse a mais notável no exterior, a mudança a mais proeminente sob a capa era o uso da injeção de combustível Bosch K-Jetronic,

## Produção
Um total de 1,983 carros foram construídos durante o período de 16 anos em que o Countach foi produzido:
| LP500 protótipo | LP400 | LP400 S | LP500 S | 5000 QV | 25 Anniversary |
| 1               | 157   | 237     | 321     | 610     | 657            |

Mais da metade foi produzida nos cinco anos finais, uma vez que os proprietários da Lamborghini aumentaram a produção.